# 茄叶通泉草
茄叶通泉草（学名：Mazus solanifolius）为玄参科通泉草属下的一个种。

## 扩展阅读
- 維基物種上的相關：茄叶通泉草